# Iers Open 2014
Het Iers Open (The Irish Open) is een golftoernooi van de Europese PGA Tour. In 2014 werd het van 19-22 juni gespeeld op de Deerpark Course van het Fota Island Resort in county Cork. Het prijzengeld was € 2.000.000, waarvan de winnaar € 350.000 kreeg. Titelverdediger is Paul Casey, de Fin Mikko Ilonen volgde hem op.

## Tentendorp
Nieuw in 2014 is de whiskeybar die door de pub The Oliver Plunkett uit Cork werd overgebracht. Er werden vijftig verschillende merken verkocht, inclusief cocktails. Ook nieuw was de Farmer's Market. Zoals altijd was er ook een Heineken Sports Bar. 
In de perstent was een interview met Rory McIlroy, die verklaarde namens Ierland (en niet namens Engeland) aan de Olympische Zomerspelen in 2016 te zullen meedoen. 

## Verslag
De par van de baan is 71. In 2001 en 2002 werd dezelfde baan voor het Iers Open gebruikt. Er worden 100.000 bezoekers verwacht, twee keer zoveel als het KLM Open in 2013.
Drie spelers zullen zich kwalificeren voor deelname aan het Brits Open mits zij in de top-10 eindigen. De 17 spelers die zich al hebben gekwalificeerd, hebben een O achter hun naam.

### Ronde 1
Mikko Ilonen, die in 2013 nog het Nordea Masters won, maakte een ronde met acht birdies en kwam aan de leiding.   
Daan Huizing is goed gestart en heeft een ronde van 67 (-4) gemaakt. De 19-jarige Matthew Fitzpatrick is deze week, meteen na het US Open, professional geworden, en speelt hier zijn eerste toernooi als pro. Hij maakte een ronde van 72 en kwam op de 80e plaats terecht.

### Ronde 2
Mikko Ilonen bleef aan de leiding. Daan Huizing speelde weer een goede ronde en Thomas Pieters speelde net goed genoeg om zich voor het weekend te kwalificeren. Ook amateurs Gary Hurley en Matthew Fitzpatrick haalden de cut.

### Ronde 3
Danny Willett verbeterde het toernooirecord en baanrecord mede door een hole-in-one op hole 7, een par 3 van 179 meter. Hij maakte geen enkele bogey en eindigde achter Mikko Ilonen, die aan de leiding bleef.
 Bij de amateurs staat Fitzgerald op -2 en Hurley op +6.

### Ronde 4
Ilonen eindigde met zijn enige bogey, maar won toch. Edoardo Molinari werd tweede en kwalificeerde zich voor het Brits Open. De derde plaats werd gedeeld door Broberg, Baldwin en Willett. Voor het Open kwalificeerden zich drie spelers, Broberg viel af omdat hij het laagst op de wereldranglijst stond.
- Scores

| Naam               | R2D | OWGR | Score R1 | Score R1 | Nr  | Score R2 | Score R2 | Totaal | Nr  | Score R3 | Score R3 | Totaal | Nr  | Score R4 | Score R4 | Totaal | Nr  |
| ------------------ | --- | ---- | -------- | -------- | --- | -------- | -------- | ------ | --- | -------- | -------- | ------ | --- | -------- | -------- | ------ | --- |
| Mikko Ilonen O     | 28  | 63   | 64       | -7       | 1   | 68       | -3       | -10    | 1   | 69       | -2       | -12    | 1   | 70       | -1       | -13    | 1   |
| Edoardo Molinari   | 73  | 226  | 67       | -4       | T4  | 69       | -2       | -6     | T   | 69       | -2       | -8     | T8  | 67       | -4       | -12    | 2   |
| Danny Willett      | 51  | 132  | 73       | +2       | T93 | 66       | -5       | -3     | T26 | 63       | -8       | -11    | 2   | 71       | par      | -11    | T3  |
| Matthew Baldwin    | 58  | 256  | 67       | -4       | T4  | 71       | par      | -4     | T   | 66       | -5       | -9     | T4  | 69       | -2       | -11    | T3  |
| Kristoffer Broberg | 112 | 378  | 69       | -2       | T   | 69       | -2       | -4     | T   | 66       | -5       | -9     | T4  | 69       | -2       | -11    | T3  |
| Graeme McDowell O  | 38  | 22   | 68       | -3       | T9  | 66       | -5       | -8     | T2  | 69       | -2       | -10    | 3   | 71       | par      | -10    | T6  |
| Magnus A. Carlsson | 70  | 293  | 66       | -5       | T2  | 71       | par      | -5     | T12 | 68       | -3       | -8     | T8  | 69       | -2       | -10    | T6  |
| Marcel Siem        | 42  | 125  | 66       | -5       | T2  | 74       | +3       | -2     | T34 | 71       | par      | -2     | T43 | 65       | -6       | -8     | T14 |
| Romain Wattel      | 36  | 128  | 69       | -2       | T22 | 65       | -6       | -8     | T2  | 70       | -1       | -9     | T4  | 73       | +2       | -7     | T21 |
| Robert Rock        | 82  | 298  | 68       | -3       | T9  | 66       | -5       | -8     | T2  | 74       | +3       | -5     | T21 | 71       | par      | -5     | T29 |
| Daan Huizing       | 135 | 223  | 67       | -4       | T5  | 71       | par      | -4     | T16 | 71       | par      | -4     | T27 | 72       | +1       | -3     | T38 |
| Thomas Pieters     | 66  | 286  | 72       | +1       | T80 | 70       | -1       | par    | T60 | 70       | -1       | -1     | T48 | 69       | -2       | -3     | T38 |
| Robert Karlsson    | 77  | 202  | 66       | -5       | T2  | 76       | +5       | par    | T60 | 72       | +1       | +1     | T60 | 68       | -3       | -2     | T44 |

| Leider |  | Toernooirecord |  | CTR = Challenge Tour Ranking |  | OWGR |  | MC = missed cut = cut gemist |

## Spelers
Er doen 156 spelers mee.
| - Felipe Aguilar - Matthew Baldwin - Gaganjeet Bhullar - Lucas Bjerregaard - Richard Bland - Grégory Bourdy O - Kristoffer Broberg - Daniel Brooks - Rafa Cabrera Bello - François Calmels - Jorge Campillo - Alejandro Cañizares - Johan Carlsson - Magnus A. Carlsson - Paul Casey O (2013) - Darren Clarke O - Marco Crespi - Jens Dantorp - Carlos Del Moral - Robert Dinwiddie - Chris Doak - Jack Doherty - David Drysdale - Edouard Dubois - Victor Dubuisson - Nacho Elvira - Darren Fichardt - Oliver Fisher - Ross Fisher (2010) - Tommy Fleetwood O - Alastair Forsyth - Mark Foster - Stephen Gallacher O - Adam Gee - Ricardo Gonzalez - Estanislao Goya - Branden Grace O - Richard Green - Emiliano Grillo | - John Hahn - Anders Hansen - JB Hansen - Padraig Harrington O (2007) - Andreas Hartø - Tyrrell Hatton - Grégory Havret - James Heath - Scott Henry - David Higgins - Michael Hoey - David Horsey - David Howell O - Daan Huizing - Mikko Ilonen O - Raphaël Jacquelin - Scott Jamieson - Jin Jeong O - Roope Kakko - Alexandre Kaleka - Shiv Kapur - Robert Karlsson - Simon Khan - Maximilian Kieffer - Sihwan Kim - Søren Kjeldsen - Jason Knutzon - Mikko Korhonen - Jbe' Kruger - Pablo Larrazábal - Paul Lawrie O - Peter Lawrie - Craig Lee - Thomas Levet - Alexander Levy - Tom Lewis - José-Filipe Lima - Shane Lowry (2009) - Mikael Lundberg - Morten Ørum Madsen | - Matteo Manassero O - Stuart Manley - Gareth Maybin - Graeme McDowell O - Paul McGinley - Damien McGrane - Rory McIlroy O - Jamie McLeary - Edoardo Molinari - James Morrison - Matthew Nixon - Wade Ormsby - Adrian Otaegui - Hennie Otto - Brinson Paolini - John Parry - Andrea Pavan - Eddie Pepperell - Kevin Phelan - Thomas Pieters - Julien Quesne - Alvaro Quiros - Richie Ramsay - Victor Riu - Eduardo de la Riva - Robert Rock - Brett Rumford O (2004) - Adrien Saddier - Ricardo Santos - Marcel Siem - Jeev Milkha Singh - Lee Slattery - Gary Stal - Duncan Stewart - Graeme Storm - Andy Sullivan - Simon Thornton - Simon Wakefield - Sam Walker - Anthony Wall | - Justin Walters O - Paul Waring - Marc Warren - Romain Wattel - Steve Webster - Peter Whiteford - Danny Willett - Chris Wood O Voormalige winnaars - Simon Dyson (2011) - Richard Finch (2008) - Stephen Dodd (2005) - Soren Hansen (2002) - Patrik Sjöland (2000) - José María Olazábal (1990) Ierse PGA - Mark Staunton - Cian McNamara - Brian McElhinney - Daniel Sugrue - John G Kelly - Eamonn Brady - Damian Mooney - Brendan McGovern Invitaties - Michael Miller - Matthew Fitzpatrick - Garrick Porteous - Hao-tong Li - Ruaidhri McGee - Wen-yi Huang - John Daly Amateurs - Gavin Moynihan WAGR 10 - Dermot McElroy WAGR 95 - Gary Hurley WAGR 117 - Robert Cannon WAGR 977 WAGR = wereldranglijst |

2010 · 2011 · 2012 · 2013 · 2014 · 2015
 South African Open Championship ·
 Alfred Dunhill Championship ·
 Nedbank Golf Challenge ·
 Hong Kong Open ·
 Nelson Mandela Championship ·
 Volvo Golf Champions ·
 Abu Dhabi Golf Championship ·
 Commercialbank Qatar Masters ·
 Dubai Desert Classic ·
 Joburg Open ·
 Africa Open ·
 WGC-Accenture Match Play Championship ·
 Tshwane Open ·
 WGC-Cadillac Championship ·
 Trophée Hassan II ·
 EurAsia Cup ·
 NH Collection Open ·
 The Masters ·
 Maybank Malaysian Open ·
 Volvo China Open ·
 The Championship at Laguna National ·
 Madeira Islands Open ·
 Open de España ·
 BMW PGA Championship ·
 Nordea Masters ·
 Lyoness Open ·
 US Open ·
 Iers Open ·
 BMW International Open ·
 Open de France ·
 Scottish Open ·
 The Open Championship ·
 M2M Russian Open ·
 WGC-Bridgestone Invitational ·
 US PGA Championship ·
 Made in Denmark ·
 D+D Real Czech Masters ·
 Italiaans Open ·
 European Masters ·
 KLM Open ·
 Wales Open ·
 Ryder Cup ·
 Alfred Dunhill Links Championship ·
 Portugal Masters ·
 Volvo World Match Play Championship ·
 Perth International ·
 BMW Masters ·
 WGC-HSBC Champions ·
 Turks Open ·
 Dubai World Championship